# Ситтард-Гелен
Ситтард-Гелен (нидерл. Sittard-Geleen, лимб. Zittert-Gelaen) — община на юге Нидерландов, в провинции Лимбург. Община создана в 2001 году путём объединения общин Ситтард, Гелен и Борн. На 1 августа 2020 года население общины составляло 91 928 человек. Третья по населению община Лимбурга, после Маастрихта и Венло. Одна из четырёх общин Нидерландов, граничащих одновременно с Бельгией и Германией.

## История
На территории общины 500 лет назад уже существовали поселения, относящиеся к культуре линейно-ленточной керамики. Они насчитывали от 50 до 150 человек, живших в примерно десяти больших домах. Культура просуществовала тут около 400 лет, после чего её носители ушли из региона.
Ситтард получил права города в 1243 году. Гелен с окружающими деревнями в 1654 году стал графством. Лимбрихт был свободным государством и потому имел особый статус. В 1794 году началась французская оккупация Нидерландов, и все эти города потеряли свой статус. После окончания наполеоновских войн, в 1815 году, была создана современная система административно-территориального деления Нидерландов, с делением страны на общины. После довольно длительного процесса изменения этого деления на территории общины Ситтард-Гелеен образовались три общины: Ситтард, Гелеен и Борн. В 2001 году они были объединены в одну, а 27 января 2005 года Ситтард-Гелен официально стал единым городом с соответствующими службами.

## Население

Структура населения общины Ситтард-Гелен на 2008 год

## Составные части
Население приведено по состоянию на начало 2006 года.
- Гелен — 42 950
- Ситтард — 37 000
- Борн — 5900
- Мюнстергелен — 5080
- Гревенбихт - Папенховен — 3280
- Лимбрихт — 2690
- Бюхтен — 2180
- Оббихт — 2040
- Брукситтард — 1650
- Эйнигхаузен — 1460
- Гюттековен — 1310
- Холтюм — 1260